# Wachtebeke
Wachtebeke est une section de la commune néerlandophone de  Lochristi en Belgique située en Région flamande, dans la province de Flandre-Orientale.

## Héraldique
La commune possède des armoiries qui lui ont été octroyées le 28 mai 1956 et à nouveau le 1er mars 1993. Le village n'avait pas son propre sceau ni ses armoiries avant 1956. Historiquement, la région appartenait au Métier d'Assenede (cf. Quatre-Métiers). Les armoiries montrent ainsi les armoiries d’Assenede avec Sainte Catherine, la patronne locale, comme support.
|  | Blasonnement : D'or à un lion de sable, armé et lampassé de gueules, tenant de la dextre une aigle bicéphale de sable, becquée et membrée de gueules. L'écu posé devant une Sainte Catherine d'Alexandrie. Source du blasonnement : Heraldy of the World. |

## Évolution démographique
Graphe de l'évolution de la population de la commune.
- Source : DGS - Remarque: 1806 jusqu'à 1981=recensement; depuis 1990=nombre d'habitants chaque 1er janvier[2]